# فرودگاه نیرادیهازا
فرودگاه نیرادیهازا (به انگلیسی: Nyíregyháza Airport) یک فرودگاه همگانی است که یک باند فرود آسفالت دارد و طول باند آن ۱۰۰۰ متر است. این فرودگاه در شهر نیرادیهازا، مجارستان قرار دارد و در ارتفاع ۱۰۳ متری از سطح دریا واقع شده‌است.